# Termocuplu
În fizică, un termocuplu este un senzor utilizat pentru măsurarea temperaturii.
El funcționează pe baza efectului Seebeck, care conduce la formarea unei diferențe de potențial electric pe baza unei diferențe de potențial termic.
Termocuplurile sunt utile pentru că pot fi integrate în dispozitive automate și pot măsura o gamă largă de temperaturi, limitarea lor principală reprezentând-o precizia, dacă sunt realizate din materiale fără puritate controlată.

## Principiul de funcționare
Materialele care puse împreună manifestă un efect Seebeck formează un termocuplu. Într-un fir metalic ale cărui capete se află la temperaturi diferite TA>TB apare o diferență de potențial electric UAB cauzată de faptul că electronii de conducție din capătul cu temperatura mai mare au o energie cinetică mai mare și vor difuza către capătul mai rece. În acest fel,  capătul cald se va încărca pozitiv, iar capătul rece al firului se va încărca negativ. De remarcat că, în cazul în care purtătorii mobili de sarcină sunt golurile, sarcini pozitive, atunci capătul cald se încarcă negativ, iar cel rece pozitiv. Din această cauză efectul termoelectric sau efectul Seebeck este folosit pentru determinarea tipului de purtători de sarcină liberi dintr-un semiconductor. 
Tensiunea termoelectromotoare (t.t.e.m.) care apare UAB este direct proporțională cu diferența de temperatură dintre capetele firului: 
UAB = VA – VB = S · (TA – TB), unde S este coeficientul Seebeck, o proprietate a materialului din care este făcut firul. 
În cazul concret în care firul este din cupru și plecăm din A și B tot cu fire din cupru către un instrument de măsură sensibil, vom constata că tensiunea indicată va fi zero. Cauza este aceea că din tensiunea inițială UAB se scade tensiunea termoelectrică a firelor de legătură, în cazul de față identică cu tensiunea inițială. Este ca și cum am lega două baterii identice cu bornele "+" împreună și bornele "-" împreună; oriunde întrerupem circuitul și măsurăm tensiunea, aceasta va fi zero. 
Situația se schimbă dacă între punctele A și B avem un fir de nichel, iar de la punctele A și B plecăm către instrumentul de măsură cu un fir din cupru. Atunci Voltmetrul va indica o diferență de potențial. În acest caz fiind vorba de metale diferite, cu coeficienți Seebeck diferiți, diferența de potențial măsurată va fi: 
U = UAB(Ni) – UAB(Cu) = SNi · (TA – TB) – SCu · (TA – TB) = (SNi – SCu) · (TA – TB) (15)
De regulă, se dau în tabele coeficienții Seebeck relativi, măsurați pentru materialul respectiv față de un material de referință (de cele mai multe ori platină). Coeficientul Seebeck al unui material nu rămâne constant în funcție de temperatură. Două materiale pot fi folosite împreună într-un termocuplu doar dacă coeficientul Seebeck al cuplului este relativ constant pe domeniul de temperaturi în care se lucrează. 
În aplicațiile practice este necesară cunoașterea următoarelor trei legi referitoare la utilizarea fenomenelor termoelectrice [3] pentru măsurarea temperaturii: legea circuitului omogen, legea metalelor intermediare, legea temperaturilor succesive. 
1. Legea circuitului omogen. Într-un circuit constituit dintr-un singur metal omogen nu se poate produce un curent electric numai prin crearea unei diferențe de temperatură în circuit. Această lege se mai poate formula astfel: suma algebrică a forței electromotoare într-un circuit constituit dintr-un singur metal omogen, cu sau fără variații de secțiune și temperatură, este zero. Rezultă că, în cazul unui circuit compus din două metale diferite omogene, cu punctele de sudură la temperaturile T1 și T2, diferite, tensiunea electromotoare nu depinde de distribuția și gradientul de temperatură în lungul circuitului.
2. Legea metalelor intermediare. Suma algebrică a tensiunii termoelectromotoare într-un circuit compus dintr-un număr oarecare de metale omogene și diferite este egală cu zero dacă întreg circuitul se află la aceeași temperatură. Rezultă că tensiunea termoelectromotoare a unui circuit compus dintr-un număr de metale diferite se obține din suma algebrică a tensiunilor termoelectromotoare corespunzătoare fiecărui metal față de un metal de referință. În consecință, când se constituie un termocuplu, sudura se poate realiza fie prin sudare directă, fie prin lipire cu un metal oarecare, care să nu se topească până la temperatura de utilizare, deoarece elementele componente ale sudurii se găsesc la aceeași temperatură. Din același motiv, când se măsoară temperatura unei băi de metal topit, conductoarele metalice care constituie sudura caldă a termocuplului pot fi izolate electric între ele. În momentul măsurării prin imersare, metalul topit din baie realizează contactul electric jucând rolul de metal de lipire a conductoarelor. Introducând un al treilea conductor în circuitul unui termocuplu, forța termoelectromotoare nu se modifică dacă ambele capete ale celui de-al treilea conductor se găsesc la aceeași temperatură.
3. Legea temperaturilor succesive sau intermediare. Tensiunea termoelectromotoare produsă de un termocuplu alcătuit din metale omogene cu punctele sale de sudură la temperaturile T1 și T3 este egală cu suma tensiunilor termoelectromotoare ale aceluiași termocuplu cu punctele de sudură o dată la temperaturile T1 și T2 și o dată la temperaturile T2 și T3. Această lege își găsește aplicații în utilizarea practică a termocuplurilor.

## Structură
Termocuplul se compune din două fire din metale diferite, numite termoelectrozi, sudate la un capăt 1. Capătul sudat se numește sudură caldă, iar celelalte capete 2 și 3, numite capete libere ale termocuplului, se leagă prin conductoarele de legătură la aparatul electric pentru măsurarea forței termoelectromotoare. Legăturile dintre capetele libere și conductoarele de legătură constituie sudura rece. Temperatura sudurilor reci trebuie menținută la o valoare constantă. 
Deoarece termoelectrozii au o lungime maximă de 200 cm, din care două treimi intră în cuptorul în care se măsoară temperatura, sudura rece se va găsi totdeauna în apropierea cuptorului. Acesta fiind la temperatură ridicată, degajă căldură și creează în jurul lui o temperatură mai ridicată decât a camerei și variabilă în timp. Din acest motiv, cât și pentru că este incomod să se realizeze sudura rece în imediata apropiere a cuptorului, s-a căutat să se deplaseze sudura rece în altă parte, unde se poate menține o temperatură constantă. 
Rezolvarea problemei a fost prelungirea termoelectrozilor cu alte conductoare de aceeași natură, în general chiar din același material. În felul acesta, la contactul dintre conductoarele de prelungire și firele termocuplului nu se formează un termocuplu, deci nu ia naștere forța termoelectromotoare. Aceste fire se numesc cabluri de compensare și sunt complet separate de termocuplu, legătura executându-se numai la montarea termocuplului. Cablul de compensare are rolul de a muta sudura rece din apropierea cuptorului într-un loc cu temperatura constantă. Sudura rece se va forma acum la legătura dintre cablul de compensare și cablul de legătură. 
Termocuplurile se execută din diferite metale sau aliaje. Valoarea tensiunii termoelectromotoare a diferitelor termocupluri depinde atât de materialul din care sunt executați termoelectrozii, cât și de temperatura sudurilor calde și reci. Relația dintre temperatura și forța termoelectromotoare se poate exprima printr-o ecuație de gradul al doilea de forma: 
{\displaystyle E\,=\,a+bt+ct^{2}}
în care E este forța termoelectromotoare rezultantă, atunci când t este temperatura sudurii calde, iar temperatura sudurii reci este constantă (în general 0 °C); a, b și c sunt trei constante ale căror valori se determină prin măsurarea tensiunii termoelectromotoare la temperaturi fixe cunoscute (temperatura de solidificare a stibiului, a argintului și a aurului). Valoarea constantelor a, b și c depinde numai de materialul termoelectrozilor din care s-a executat termocuplul. 
Curbele care reprezintă legătura dintre temperatura și tensiunea termoelectromotoare se numesc curbe internaționale. Fiecare tip de termocuplu are curbă internațională proprie. Pentru a ușura utilizarea acestor curbe internaționale valorile corespunzătoare sunt tabelate.

## Materiale folosite

### Condiții

#### Materiale întrebuințate la construcția termocuplurilor
Ca electrozi se utilizează în special metale și aliaje, care în afară de faptul că satisfac unele condiții impuse acestora dezvoltă în același timp tensiuni termoelectromotoare relativ mari. Se pot utiliza metale sau aliaje care satisfac următoarele condiții: 
- să aibă o compoziție omogenă și constantă
- să dezvolte o tensiune termoelectromotoare stabilă la temperaturi ridicate
- curba tensiunii termoelectromotoare în funcție de temperatură să fie cât se poate de liniară
- să aibă o conductivitate electrică bună
- proprietățile electrice ale metalului sau aliajului să nu se modifice în urma oxidării
- forța electromotoare să fie constantă în timp
- să fie posibilă fabricarea unor materiale identice care să asigure intersanjabilitatea termocuplurilor.

Cele mai bune termocupluri se obțin pe cale experimentală. Se studiază proprietățile electrice ale diferitelor metale sau aliaje și se selecționează acelea care satisfac cel mai mult condițiile de mai sus. Pentru a găsi combinația cea mai bună din punctul de vedere al tensiunii termoelectromotoare dezvoltate s-a determinat experimental curba tensiune electromotoare în funcție de temperatură pentru o serie de metale și aliaje care formează termocupluri cu platină. S-a ales platina ca metal de referință deoarece ea se poate obține în stare foarte pură și are o mare stabilitate electrică și chimică. Cele mai răspândite materiale care se întrebuințează la executarea conductoarelor pentru termocupluri sunt prezentate în continuare.
Platina. Datorită calităților chimice și electrice, platina (Pt) împreună cu aliajele de platină cu rhodiu PtRh (10 % Rh) constituie un termocuplu de mare precizie. Platina având o mare stabilitate chimică și o temperatură de topire ridicată (1769 oC) se întrebuințează la măsurarea temperaturilor înalte, devenind chiar un instrument etalon pentru măsurarea acestor temperaturi. Termocuplul platină - platin-rodiu măsoară temperaturi între 0 și 1600 °C. Se mai obișnuiește formarea termocuplului platină cu platin-iridiu (10 % Ir). Platina trebuie ferită însă de carbon, hidrogen și vapori de metale, care au efecte dăunătoare asupra ei. În mod special trebuie evitată utilizarea platinei în atmosferă oxidantă sau reducătoare în care se găsesc oxizi metalici.

### Aliaje folosite
Constantanul este un aliaj care conține 40 % Ni și 60 % Cu. El se întrebuințează în combinație cu fierul pur pentru termocuplul Fe-Constantan care poate măsura temperaturi de la -200 °C până la 900 °C, iar cu cuprul pur termocuplul Cu-Constantan pentru temperaturi de la -200 °C până la 600 °C. Constantanul se poate obține destul de ușor și are proprietăți electrice suficient de stabile. 
Cromelul este un aliaj având compoziția 89,0 % Ni, 9,8 % Cr, 1,0 % Fe și 0,2 % Mn. Se utilizează în combinație cu alumelul (94 % Ni, 0,5 % Fe, 2 % Al, 2,5 % Mn și 1 % Si) formând un termocuplu tehnic pentru domeniul 0–1200 °C, foarte des folosit. 
Copelul (45 % Ni, 55 % Cu) și cromelul realizează un termocuplu care servește la măsurarea temperaturii între 0–900 °C. Termocuplul cromel-copel are avantajul că dezvoltă o forță electromotoare mare, ceea ce este uneori o calitate foarte prețioasă. 
Nichelul este unul dintre cele mai vechi metale utilizate la formarea termocuplului, mai ales cu nichelcrom (84,6 % Ni, 12,4 % Cr, 3 % Fe) sau cu grafit (cărbune). Termocuplurile formate în ambele cazuri măsoară temperatura în domeniul 0–1200 °C. Nichelul are avantajul că se poate obține sub formă de fire foarte omogene. 
Nicrosil este un aliaj de 84 % Ni, 14,2 % Cr, 1,4 % Si, folosit ca electrod pozitiv la termocuplurile moderne în combinație cu nisil (95 % Ni, 4,3 % Si) ca electrod negativ în termocuplul de tip N.